# Parastrangalis nymphula
Parastrangalis nymphula là một loài bọ cánh cứng trong họ Cerambycidae.